# Arataki
Arataki est une banlieue voisine de celle de Mount Maunganui à proximité de la cité de Tauranga, située dans la  Bay of Plenty dans le nord de l’Île du Nord de la Nouvelle-Zélande.

## Démographie
Arataki couvre 3,15 km2 et a une population estimée à 5 680 habitants en juin 2022 avec une densité de population de 2 152 personnes par km2.
Arataki avait une population de 5 949 habitants lors du recensement néo-zélandais de 2018, en augmentation de 333 personnes (5,9 %) depuis le recensement de 2013 et une augmentation de 381 personnes (6,8 %) depuis celui de 2006. 
Il y a 2 211 logements, comprenant 2 820 hommes et 3 132 femmes, donnant un sexe-ratio de 0,9 homme par femme, avec 1 167 personnes (19,6 %) âgées de moins de 15 ans, 1 101 personnes (18,5 %) âgées de 15 à 29 ans, 2 550 personnes (42,9 %) âgées de 30 à 64 ans et 1 131 personnes (19,0 %) âgées de 65 ou plus.
L’ ethnicité est pour 80,9 % européens/Pakeha, 22,2 % maorie, 2,9 % personnes venant du Pacifique (en), 5,2 % d’origine asiatique (en) et 2,6 % d’une autre ethnicité. Les personnes peuvent s’identifier avec plus d’une ethnicité en fonction de leur parenté.
Le pourcentage de personnes nées outre-mer est de 18,3 %, comparé avec les 27,1 % au niveau national.
Bien que certaines personnes choisissent de ne pas répondre à la question de leur affiliation religieuse, 53,3 % n’ont pas de religion, 34,9 % sont chrétiens (en), 2,8 % ont des croyances maories (en), 0,6 % sont Hindouistes (en), 0,3 % sont musulmans, 0,8 % sont Bouddhistes (en) et  1,8 % ont une autre religion.
Parmi ceux d’au moins 15 ans, 1 035 personnes (21,6 %) ont une licence ou un degré supérieur et 855 personnes (17,9 %) n’ont aucune qualification formelle. 792 personnes (16,6 %) gagnent plus de 70 000 $ comparées avec les 17,2 % au niveau national. 
Le statut d’emploi de ceux d’au moins 15 ans est pour 2 352 personnes (49,2 %) un emploi à plein temps, pour  732 personnes (15,3 %) un emploi à temps partiel et 153 personnes (3,2 %) sont sans emploi .
| Nom              | surface (km2) | Population | densité (per km2) | logements | âge médian | revenus |
| ---------------- | ------------- | ---------- | ----------------- | --------- | ---------- | ------- |
| Arataki North    | 2,16          | 3 075      | 1 424             | 1 224     | 44,3 ans   | $32 300 |
| Arataki South    | 0,99          | 2 874      | 2 903             | 987       | 34 ans     | $32 900 |
| Nouvelle-Zélande |               |            |                   |           | 37,4 ans   | $31 800 |

## Éducation
- L’école d’ Arataki est une école primaire, publique, mixte, allant de l’année  1 à  6[3],[4] avec un effectif de 495       élèves en novembre 2022[5].

- L’école catholique St Thomas More est une école primaire catholique, mixte, intégrée au public, et accueillant les enfants de l’année 1 à 6 [6]  avec un effectif de 114 élèves [7].